# عمر هوغو غوميز
عمر هوغو غوميز (بالإسبانية: Omar Hugo Gómez)‏ هو لاعب كرة قدم أرجنتيني في مركز الوسط، ولد في 3 أكتوبر 1955 في مدينة كويلمس في الأرجنتين، وتوفي في 4 مايو 2021 في Florencio Varela Partido ‏ في الأرجنتين بسبب مرض فيروس كورونا 2019.